# Julius Weisbach
Julius Ludwig Weisbach, född 10 augusti 1806 vid Mittelschmiedeberg i Erzgebirge, Sachsen, död 24 februari 1871 i Freiberg, Sachsen, var en tysk matematiker, ingenjör och geodet.
Weisbach blev 1833 lärare (1836 professor) i tillämpad matematik vid Bergsakademien i Freiberg. Han deltog sju år i de europeiska gradmätningarna och upprättade en höjdkarta över Sachsen. Han ägnade sig främst åt hydraulik och geodesi och uppfann 1844 en "monometrisk och anisometrisk" projektionsmetod, framställd bland annat i Anleitung zur axonometrischen Zeichnen (1857). Han modifierade Henry Darcys ekvation för att beräkna friktionsförluster vid rörströmning vilket ledde till Darcy-Weisbachs ekvation.
Weisbach tilldelades titeln Bergrat 1856, blev filosofie hedersdoktor i Leipzig 1859, den första hedersledamoten i Verein Deutscher Ingenieure 1860 samt utländsk ledamot av Kungliga Vetenskapsakademien 1868.

## Övriga skrifter i urval
- Lehrbuch der Ingenieur- und Maschinenmechanik (tre band, 1845-54, flera upplagor; "Lärobok i teknisk mekanik", 1852-55)
- Der Ingenieur (1848; sjunde upplagan, utgiven av Franz Reuleaux 1896)
- Die neue Markscheidekunst (två band, 1850-59)
- Versuche über die Kraft des Wassers durch Ruck, Stoss und Reaction (1851)